# Relació gruix-corda

a = corda, b = gruix, relació gruix-corda = b/a

En aeronàutica, la relació gruix-corda és la ràtio entre el gruix vertical màxim d'una ala i la seva corda. És una mesura clau del rendiment d'una planta alar a velocitats transsòniques.
A velocitats properes a la velocitat del so, els efectes del principi de Bernoulli sobre les corbes de les ales i el fuselatge poden accelerar el flux local a velocitats supersòniques. L'ona de xoc resultant genera una forta resistència que fa que existeixi la barrera del so. La velocitat a la qual es formen aquests xocs, el Mach crític, és una funció de la curvatura. A fi de reduir la resistència per ones de xoc, les ales han de ser el menys corbes possibles tot oferint una sustentació adequada.
El resultat natural d'aquest requisit és un disseny alar prim i ample, amb una relació gruix-corda baixa. A velocitats més baixes, la resistència paràsita és, en gran manera, una funció de la superfície total, cosa que fa desitjable una ala amb molt poca corda i, per tant, les altes relacions d'aspecte de les avionetes i els avions de passatgers regionals. Aquests dissenys tendeixen naturalment a tenir una relació gruix-corda alta. Així doncs, per dissenyar una aeronau que funcioni a una gran varietat de velocitats, com ara un avió de passatgers modern, cal trobar l'equilibri just entre aquestes necessitats concurrents.